# ويليام باربر الثاني
ويليام باربر الثاني هو قسيس وسياسي أمريكي، ولد في 30 أغسطس 1963 في إنديانابوليس في الولايات المتحدة.